# Uraga

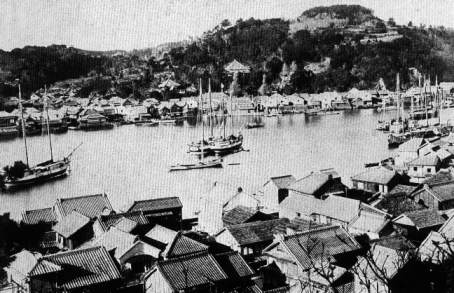
Portul Uraga, ca. 1890

Uraga (浦賀, în japoneză) este o localitate și un port la intrarea în golful Tokio.
Situat în partea vestică a peninsulei Miura, orașul a fost deseori primul punct de contact dintre vasele străine și Japonia. La 14 iulie 1853, comodorul american Perry, care venise sperând să aibă legături comerciale cu Japonia, și-a ancorat vasele în apele din apropierea portului Uraga (la întoarcerea sa un an mai târziu a ancorat la Kanagawa, mai aproape de capitala Edo).
Orașul a devenit municipiu în 1889, dar a fost încorporat în municipiul Yokosuka în 1943.
1. ↑  横須賀市 > 津波ハザードマップ (PDF) (în japoneză), arhivat din original la |archive-url= necesită |archive-date= (ajutor)